# Olave Muriel Potter

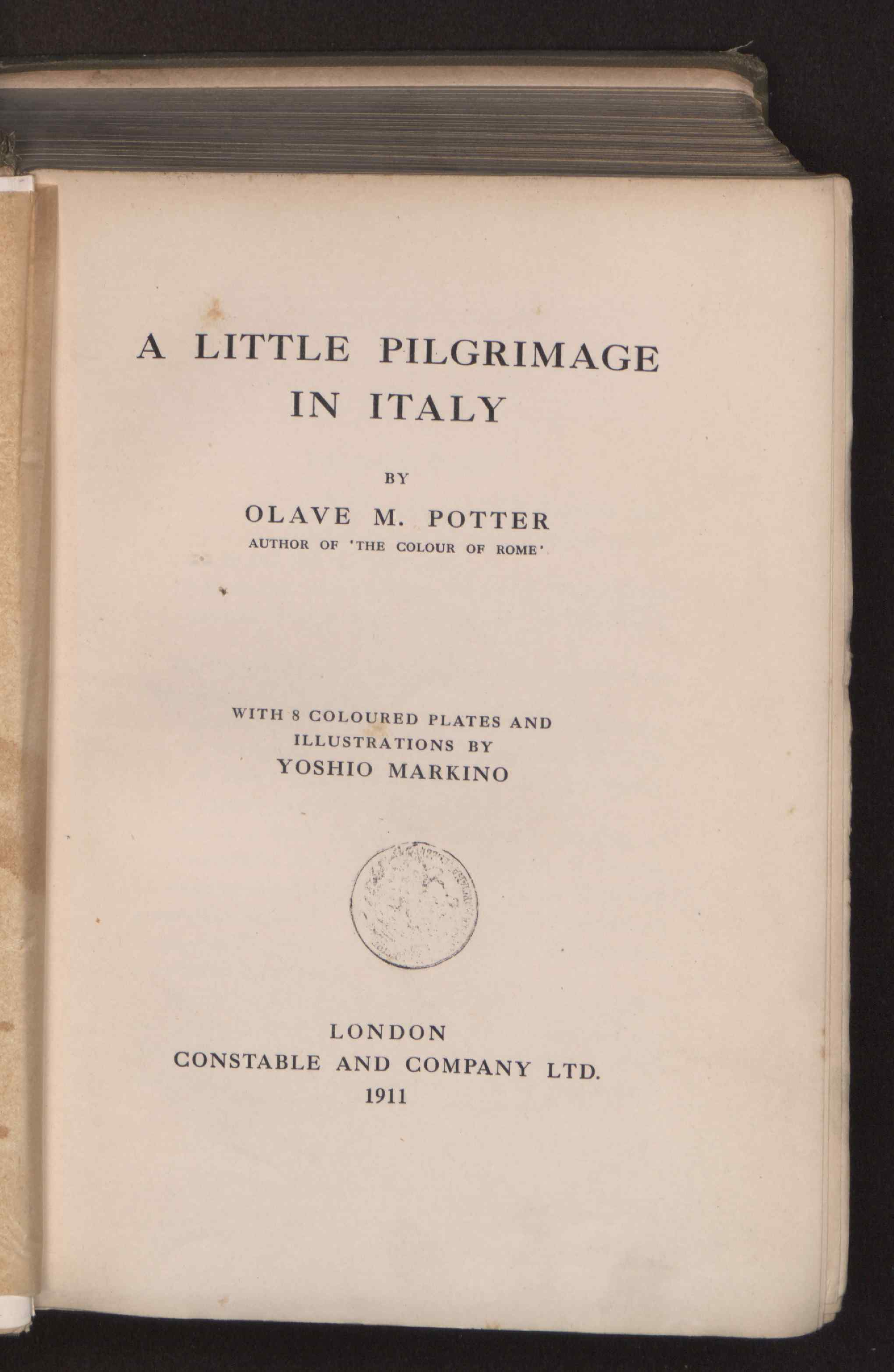
A Little pilgrimage in Italy, 1911

Olave Muriel Potter (XIX secolo – XX secolo) è stata una scrittrice britannica.

## Biografia
Nacque nella seconda metà del XIX secolo. Fu segretaria dello scrittore e accademico Douglas Sladen (1857-1947).
In seguito, ai primi del Novecento, soggiornò a lungo in Italia, insieme all'artista giapponese Yoshio Markino (1869-1956). Scrisse due opere sull'Italia, illustrate dallo stesso Markino: The colour of Rome e A little pilgrimage in Italy (1911); collaborò con l'artista in altri due libri.

## Opere
- Little pilgrimage in Italy, London, Constable, 1911.